# Islandská pobřežní stráž
Islandská pobřežní stráž (islandsky Landhelgisgæsla Íslands) je ozbrojenou složkou zodpovídající za pobřežní obranu Islandu, ochranu jeho výlučné námořní ekonomické zóny, přírodních zdrojů a námořní záchranné operace. Jedná se o malé námořnictvo, které má pouze 250 příslušníků a tři hlídkové lodě.
Prefix plavidel je ICGV (z anglického Icelandic Coast Guard Vessel) nebo VS (z islandského Varðskip).

## Historie

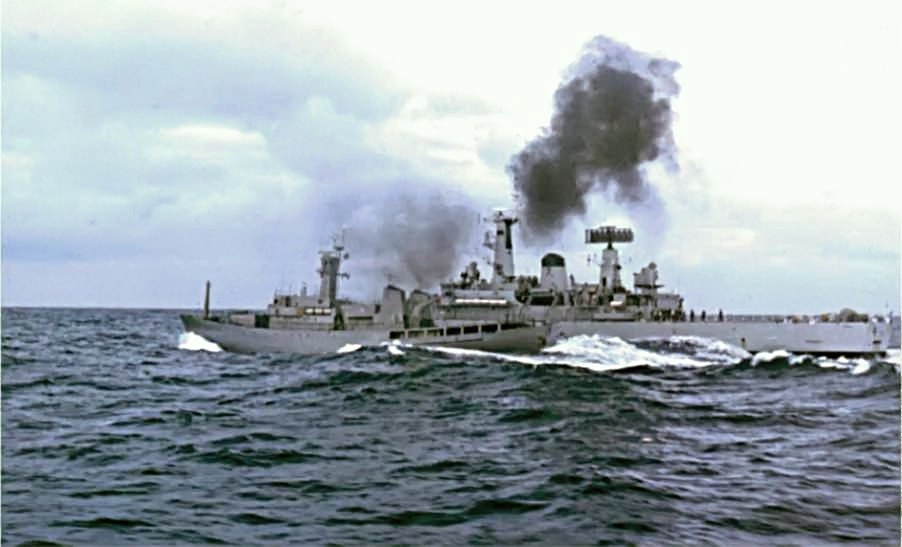
Tresčí války – kolize islandské hlídkové lodě ICGV Óðinn a britské fregaty HMS Scylla

Počátky lze vysledovat do roku 1859, kdy korveta Ørnen začala hlídkovat v islandských vodách. V roce 1906 zahájila činnost první islandská účelově postavená hlídková loď Islands Falk. Islandská vlastní obrana jeho teritoriálních vod začala kolem roku 1920 a Islandská pobřežní stráž byla formálně založena 1. července 1926. První dělo bylo nasazeno na trawler Þór v roce 1924 a 23. června 1926 dorazila na Island první loď postavená pro pobřežní stráž s názvem Óðinn. O tři roky později, 14. července 1929, byla k flotile pobřežní stráže přidána pobřežní obranná loď Ægir. 
Islandská pobřežní stráž sehrála svou největší roli během sporu o rybolovná práva známého jako Tresčí války v letech 1972 až 1976, kdy lodě pobřežní stráže přeřezávaly vlečné sítě britských a západoněmeckých trawlerů, což vedlo ke střetům s válečnými loděmi Royal Navy a remorkéry britského ministerstva zemědělství, rybolovu a výživy. Cílem islandské pobřežní stráže bylo prosadit sporné rozšíření výlučné ekonomické zóny Islandu. Taktikou byly střety mezi islandskými dělovými čluny a britskými válečnými loděmi zahrnující narážení. V letech 1975 až 1976 bylo poškozeno nejméně 15 britských fregat, pět islandských hlídkových člunů a jedna britská zásobovací loď. Island nakonec dosáhl své celkové ambice rozšířit svou výhradní rybolovnou zónu na 200 námořních mil (370 km) do června 1976.

## Výzbroj a vybavení

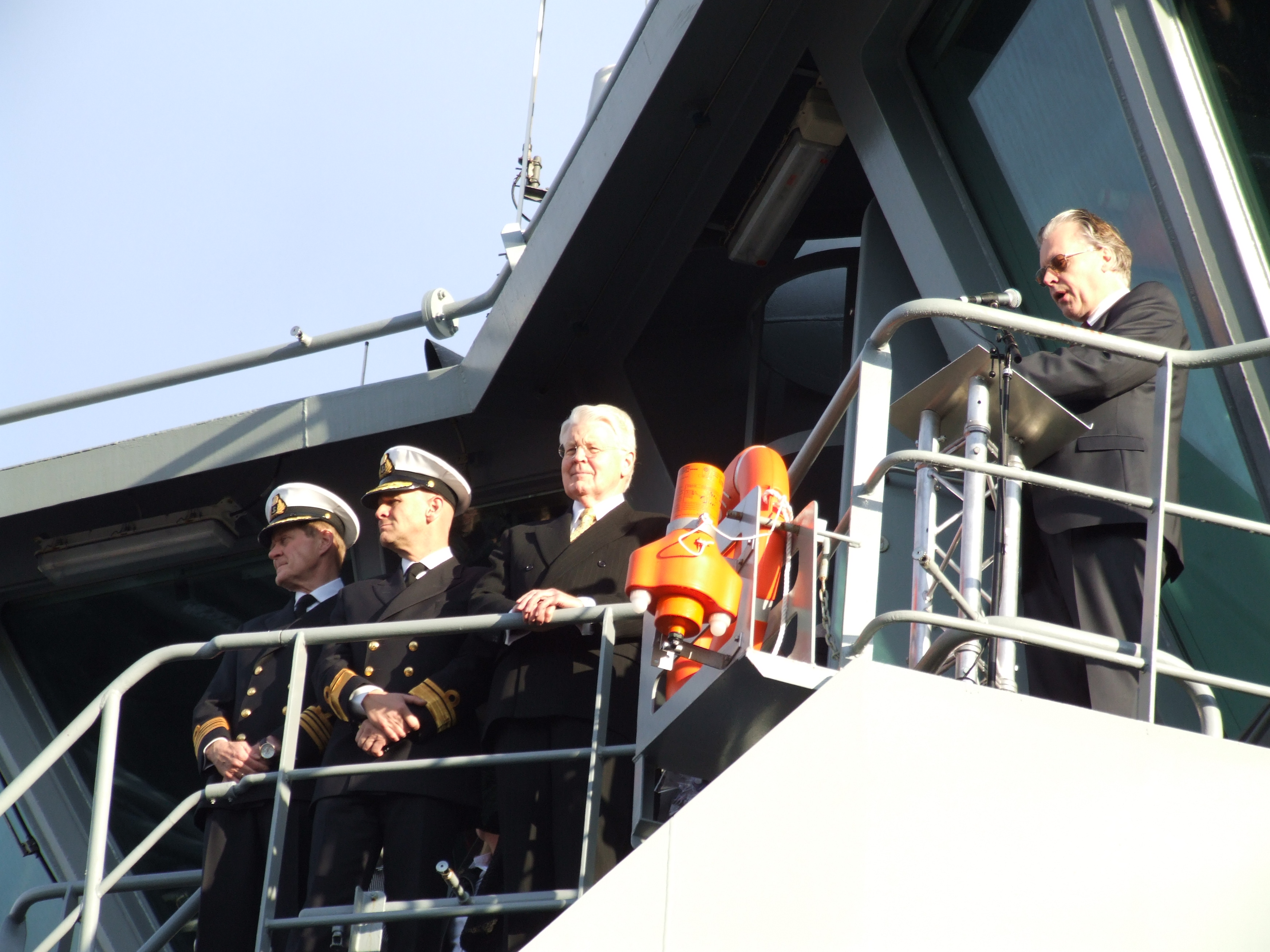
Zleva: Kapitán Sigurður Steinar Ketilson, Ředitel Pobřežní stráže Georg Lárusson, prezident Islandu Ólafur Ragnar Grímsson a ministr vnitra Ögmundur Jónasson

### Lodě
| Název lodi  | Typ          | Země původu |
| ----------- | ------------ | ----------- |
| ICGV Freyja | hlídková loď | Jižní Korea |
| ICGV Þór    | hlídková loď | Chile       |
| ICGV Baldur | hlídková loď | Island      |

### Letadla

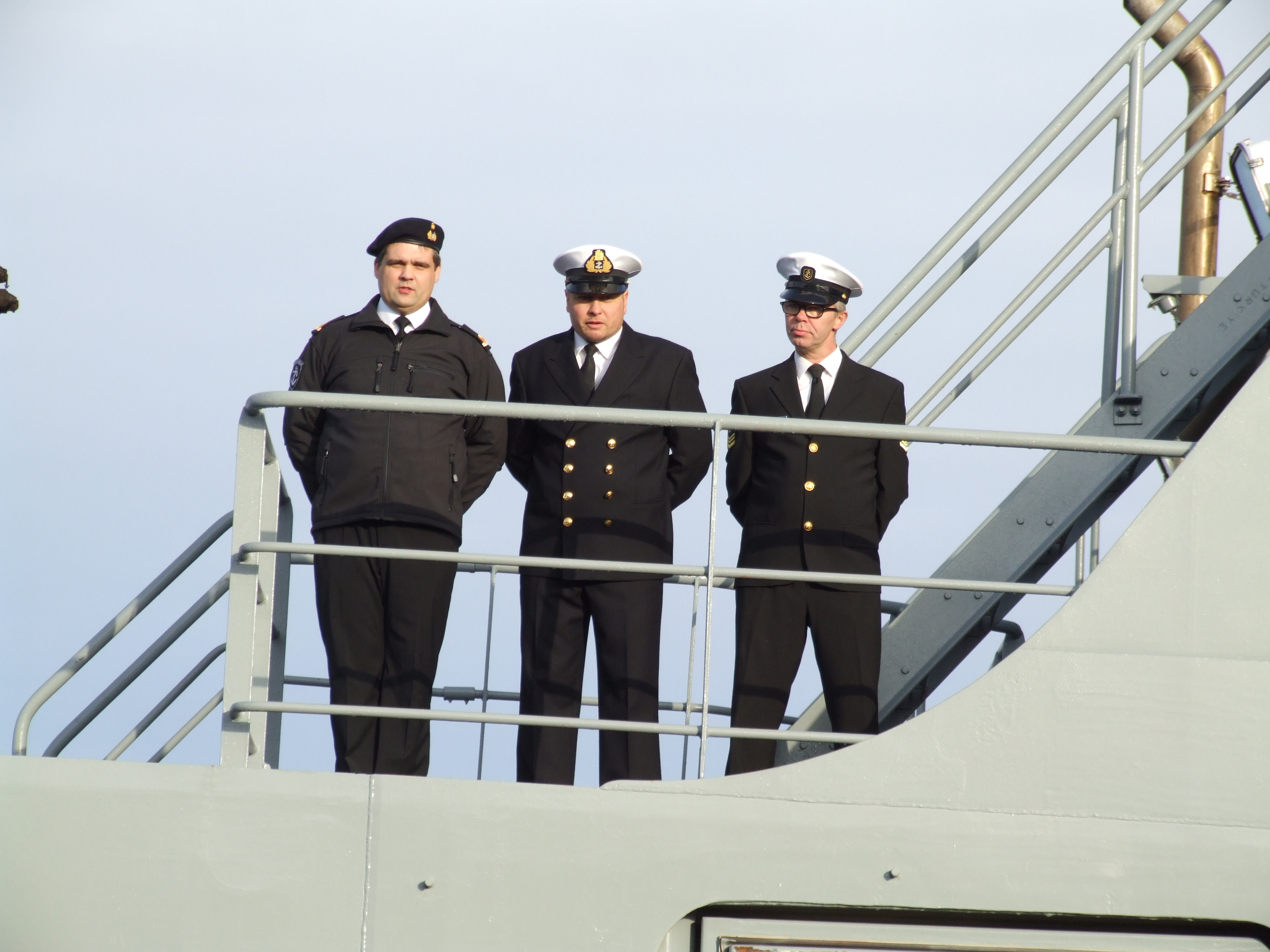
Důstojníci pobřežní stráže

| Model             | Typ                  | Země původu | Množství |
| ----------------- | -------------------- | ----------- | -------- |
| Bombardier Dash 8 | dopravní letoun      | Kanada      | 1        |
| Eurocopter AS332  | víceúčelový vrtulník | Francie     | 3        |

### Zbraně
| Model             | Ráže    | Typ                     | Země původu | Množství |
| ----------------- | ------- | ----------------------- | ----------- | -------- |
| AR-15             | 5,56 mm | poloautomatická puška   | USA         | 6        |
| Bofors 40 mm L/70 | 40 mm   | protiletadlový kanon    | Švédsko     | 4        |
| Bofors 40 mm L/60 | 40 mm   | protiletadlový kanon    | Švédsko     | 4        |
| Glock 17          | 9 mm    | poloautomatická pistole | Rakousko    | 20       |
| H&K MP5A2N        | 9 mm    | samopal                 | Německo     | 50       |
| Rheinmetall MG3   | 7,62 mm | samopal                 | Německo     | 10       |

### Galerie

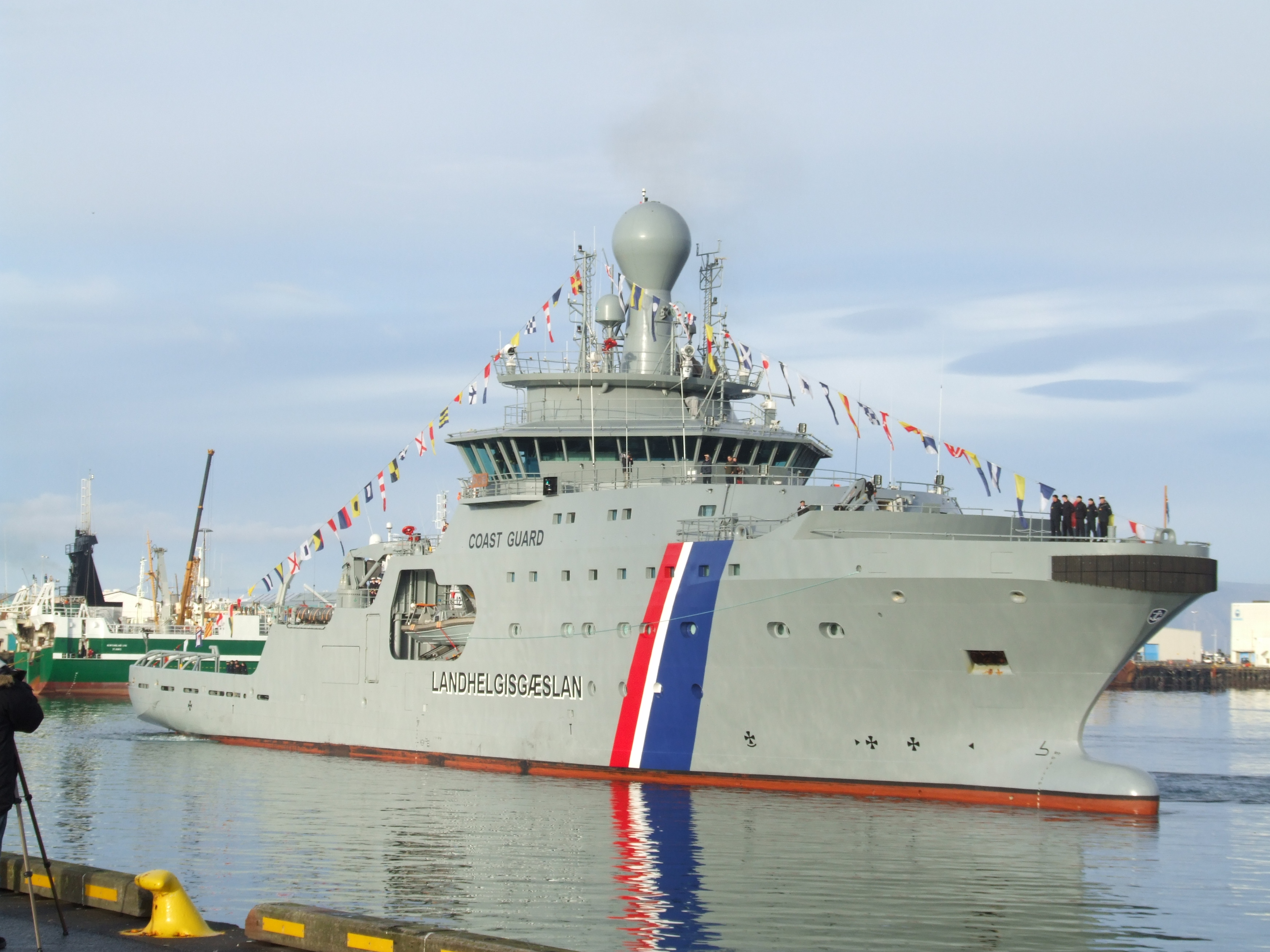
Hlídková loď Þór
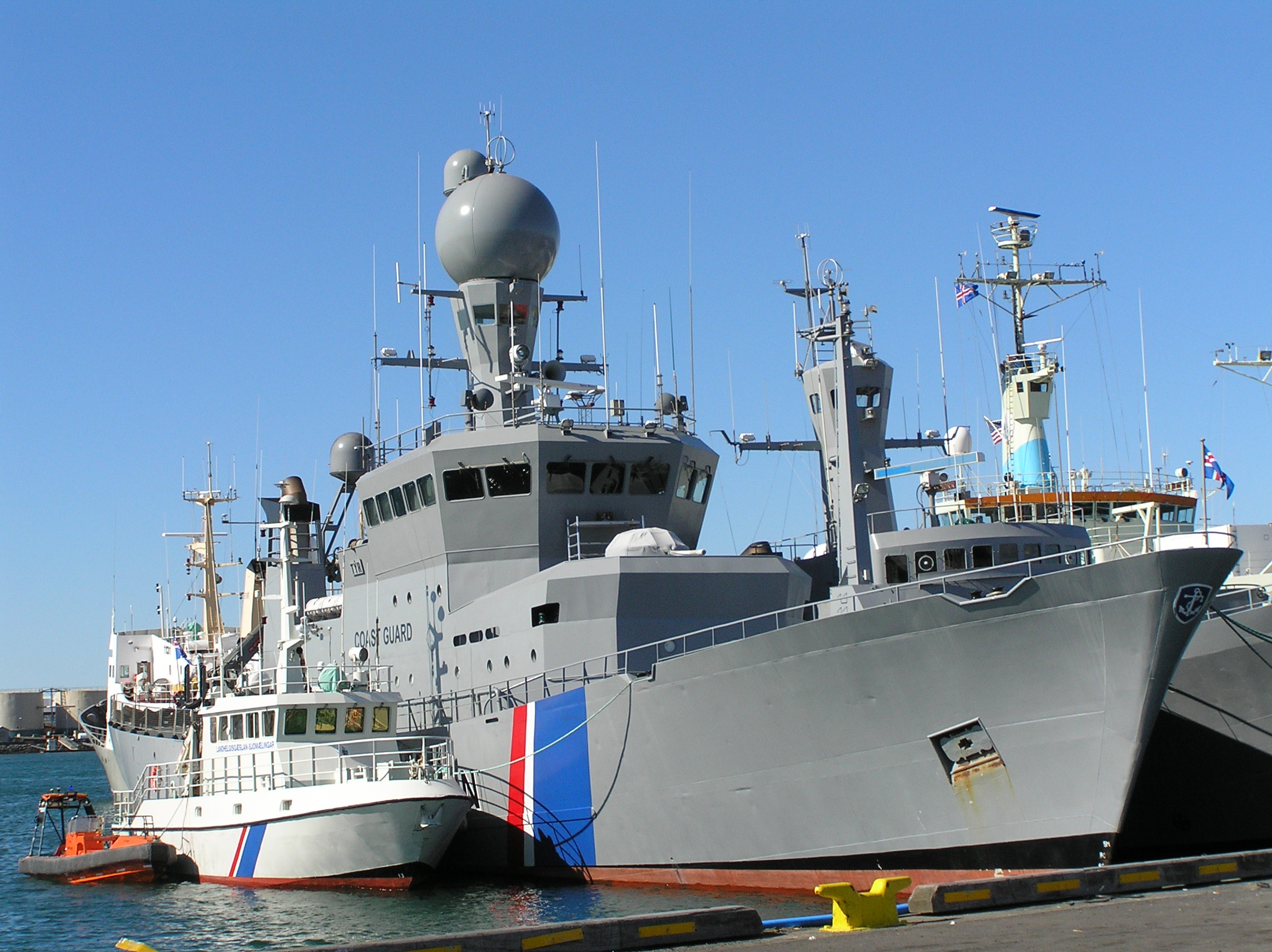
Hlídková loď Týr (vyřazena 15. listopadu 2021)
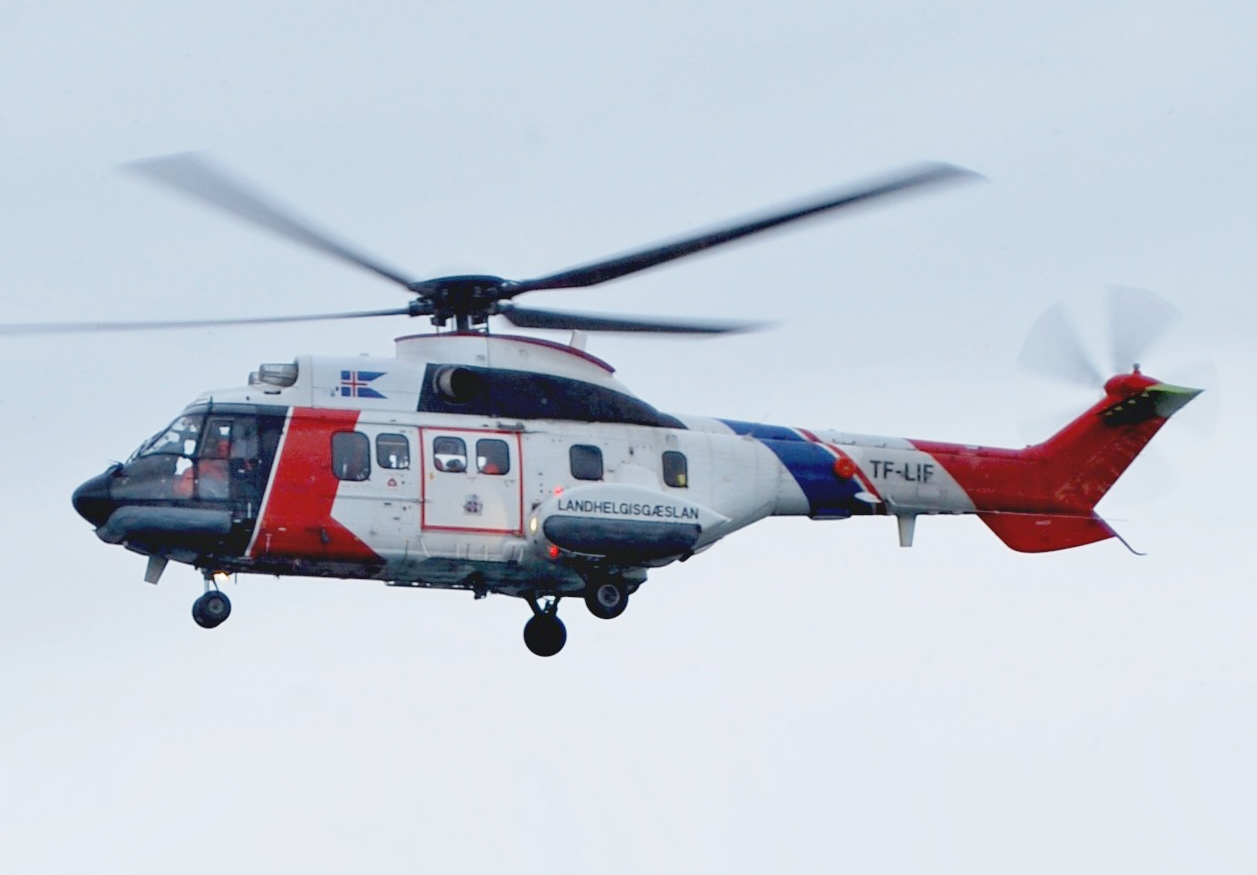
Vrtulník Eurocopter EC225 Super Puma
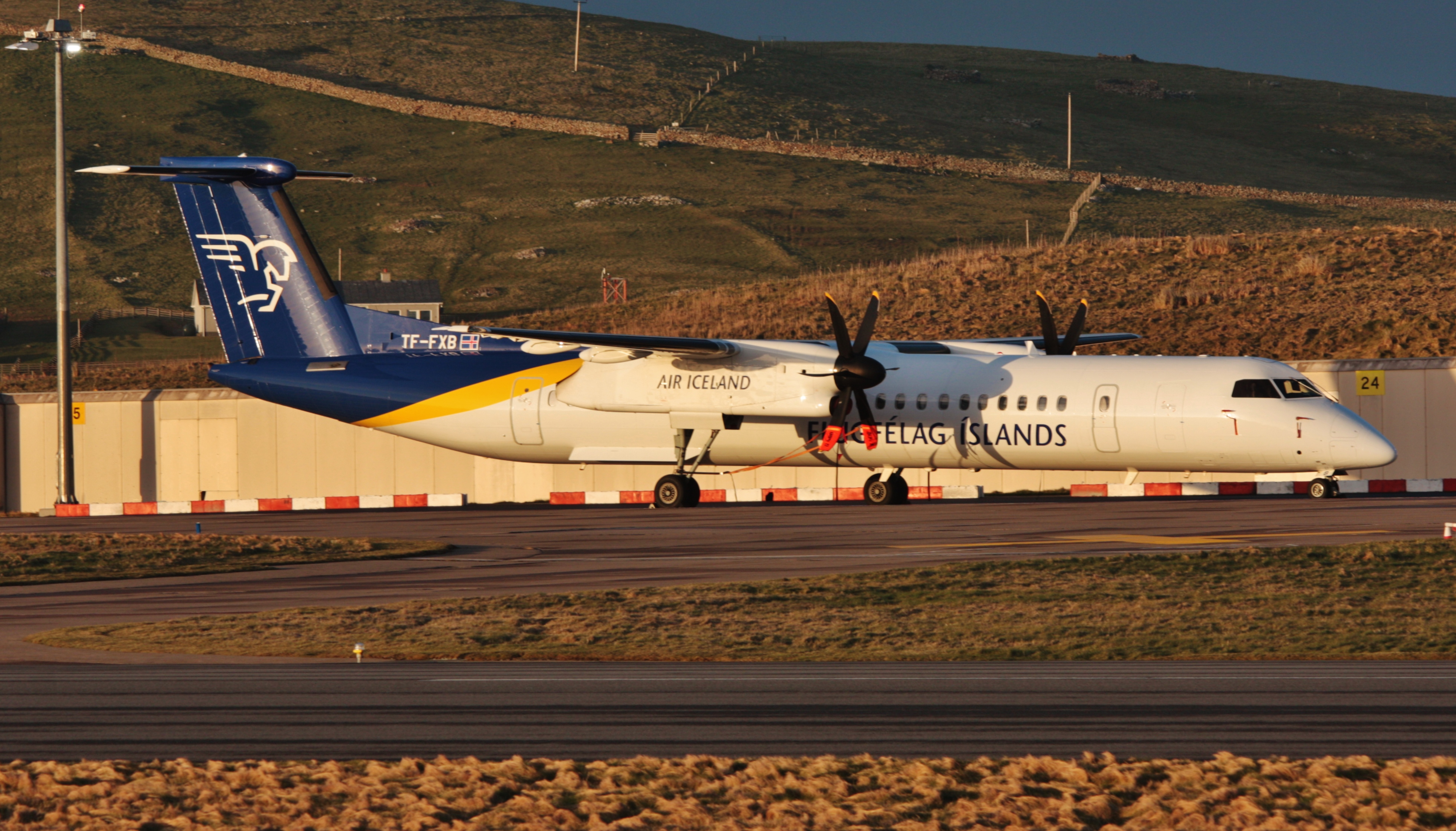
Letoun Dash 8
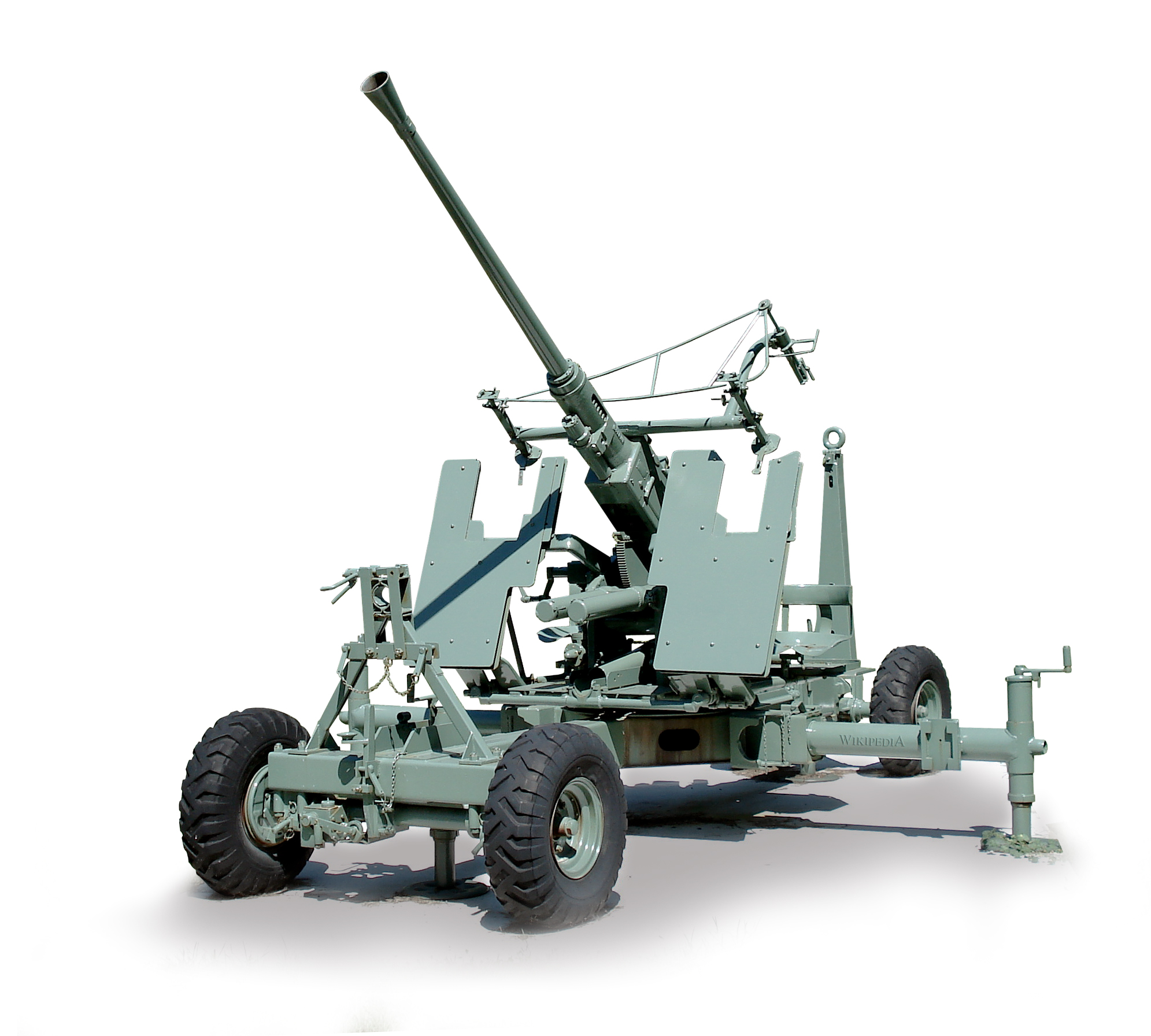
Protiletadlový kanon Bofors
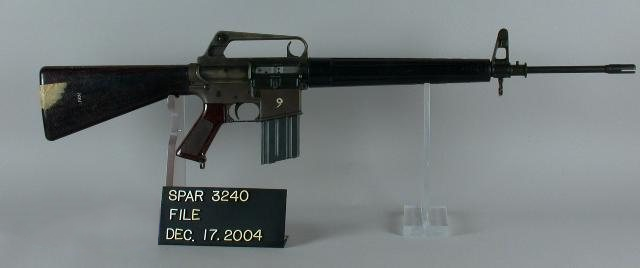
Puška AR-15
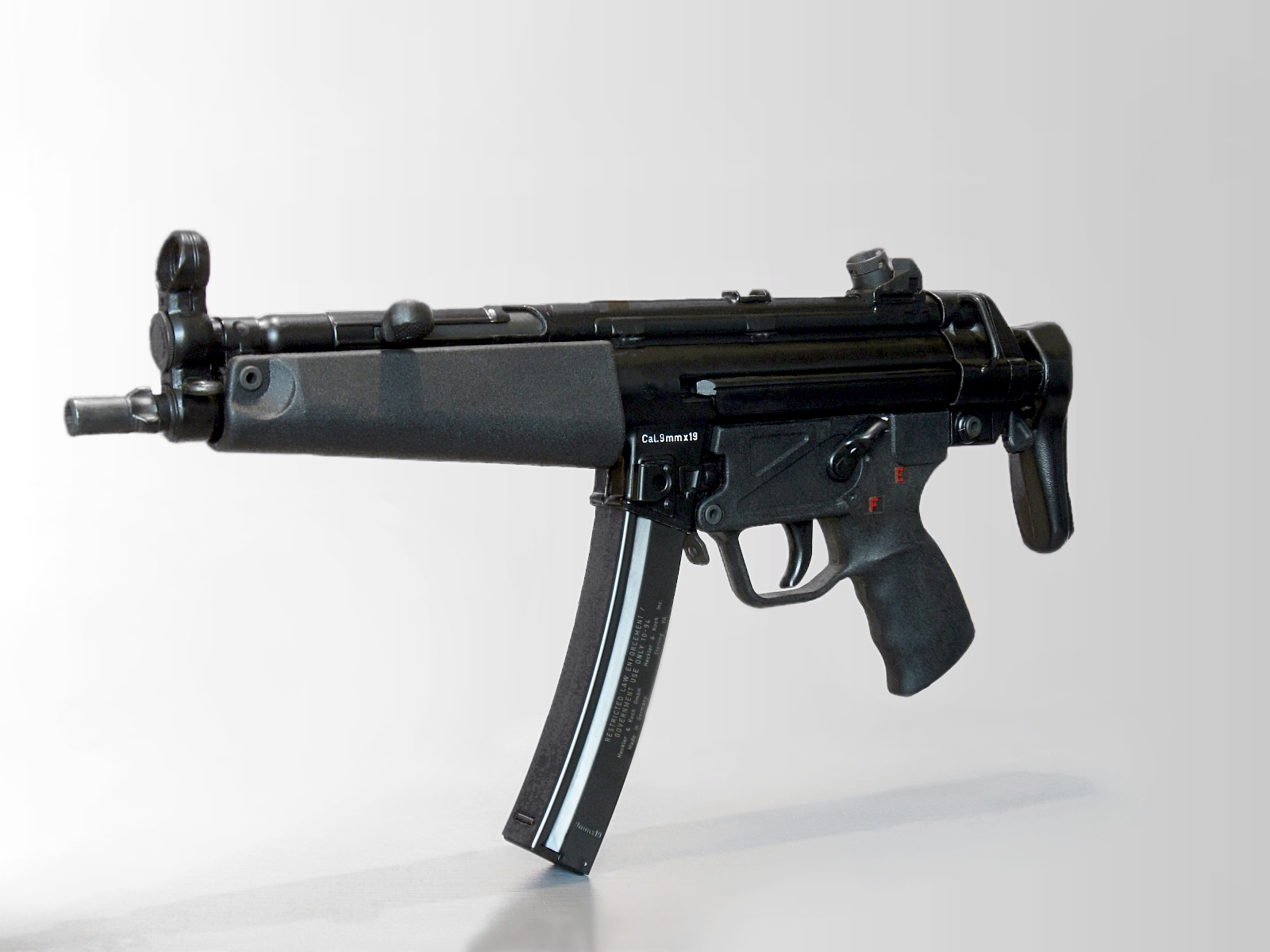
Samopal H&K MP5

## Hodnosti

### Důstojníci
| Ekvivalent NATO | OF-7            | OF-6           | OF-5      | OF-4            | OF-4            | OF-3               | OF-2        | OF-1             | OF-1             |
| --------------- | --------------- | -------------- | --------- | --------------- | --------------- | ------------------ | ----------- | ---------------- | ---------------- |
| Označení        |                 |                |           |                 |                 |                    |             |                  |                  |
| Název           | Flotaforingi    | Yfirskipherra  | Skipherra | Yfirforingi     | Yfirforingi     | Yfirliðsforingi    | Liðsforingi | Undirliðsforingi | Undirliðsforingi |
| Překlad         | Velitel flotily | Vrchní kapitán | Kapitán   | Lodní důstojník | Lodní důstojník | Lodní poddůstojník | Poručík     | Podporučík       | Podporučík       |

### Mužstvo
| Ekvivalent NATO | OR-9          | OR-7      | OR-5           | OR-3            | OR-2     | OR-2         | OR-1      |
| --------------- | ------------- | --------- | -------------- | --------------- | -------- | ------------ | --------- |
| Označení        |               |           |                |                 |          |              |           |
| Název           | Yfirbátsmaður | Bátsmaður | Undirbátsmaður | Yfirsjóliði     | Sjóliði  | Undirsjóliði | Nýsjóliði |
| Překlad         | Vrchní lodník | Lodník    | Podlodník      | Vrchní námořník | Námořník | Podnámořník  | Branec    |